# 元昭皇太后
元昭皇太后（げんしょうこうたいごう、? - 313年）は、後趙の初代皇帝石勒の母。姓は王氏。夫は周曷朱。

## 生涯
羯族の部落小帥であった周曷朱に嫁ぎ、石勒を生んだ。
302年から303年にかけて并州で飢饉が発生すると、石勒や部族の人と共に食料を求めて平原へ至ったが、石勒が并州刺史司馬騰に捕まって奴隷となり、離れ離れになった。
以後、王氏は石虎と共に晋の大将軍劉琨に身柄を拘束された。後に石勒が漢（前趙）の将軍となり勢力を拡大させると、劉琨は張儒を派遣して彼女と石虎を石勒のもとへ送り届け、晋朝への帰順を誘った。石勒はこれを拒否したが、母を送ってくれたことに対しては感謝の意を示し、使者の張儒を厚くもてなして名馬珍宝を贈って見送った。
石虎の性格は残忍であり、その放蕩ぶりには限りが無かった。その為、石勒は密かにこれを殺そうと考え、王氏に「この子は凶暴無頼でありますが、兵士にこれを殺させては評判を落とします。自ら死んでもらうのがよいでしょう」と告げた。すると王氏は「快牛でも犢子（子牛）の時は、多く車を壊してしまうものです。汝はこれを少し我慢なさい」と諫めたので、石勒は思いとどまった。
313年4月、漢帝劉聡は石勒の功績を称えて侍中・征東大将軍に任じると、王氏は上党国太夫人とされ、王妃と同等の章綬首飾をつけることを許された。
その後まもなく王氏は亡くなった。石勒はその亡骸を山谷深くに埋葬したため、その詳しい場所を知る者は誰もいなかった。襄国城の南において九錫の礼を備えると、改めて公式に葬儀が行われた。330年9月、石勒が帝位につくと、元昭皇太后と追諡された。

## 伝記資料
- 『晋書』石勒載記上
- 『資治通鑑』
- 『十六国春秋』